# Sonate pour violon et piano no 2 de Brahms
Pour les articles homonymes, voir Sonate pour violon et piano.
La Sonate pour violon et piano no 2 en la majeur opus 100 de Johannes Brahms est une œuvre de musique de chambre composée en 1886 sur les rives du lac de Thoune près de Berne, créée à Vienne en Autriche, le 2 décembre 1886 par le violoniste Josef Hellmesberger I et le compositeur au piano. Publiée en 1887, c'est le poète bernois Josef Viktor Widmann chez qui eut lieu le déchiffrage de l'ouvrage, qui la surnomma Thuner Sonate. Clara Schumann la muse chère à Brahms confia : «aucune œuvre de Johannes ne m'a ravie aussi complètement. J'en ai été heureuse comme je ne l'aurai été depuis bien longtemps».

## Structure
Elle comporte trois mouvements :
1. Allegro amabile (à 
)
2. Andante tranquillo (en fa majeur)- Vivace- Andante-Vivace di piú-Andante-Vivace  (en ré mineur, à 
)
3. Allegretto grazioso (quasi andante) (en la majeur, à )

## Citations
Les trois premières notes du premier mouvement sont très proches d’un point de vue mélodique du début du Morgendlich leuchtend im rosigen Schein chanté par Walther dans Les Maîtres Chanteurs de Nuremberg de Richard Wagner. C’est pour cette raison que cette Sonate pour piano et violon no 2 (tel est son titre réel) est parfois surnommée "Meistersinger" Sonata. Son dernier mouvement « Quasi andante » apporte, par son rythme ample, la réminiscence de l’Ouverture du même opéra wagnérien.
Par ailleurs, une certaine proximité a été remarquée avec les Lieder op. 105 composés au même moment par Brahms lors de son séjour au bord du lac de Thoune. Le premier lied apparait dans le 2e thème du premier mouvement de la sonate, alors que les deuxième et quatrième lieder se retrouvent dans le mouvement final de la sonate.
Mais la plus remarquable des citations est sans doute celle du Lied Meine liebe ist grün (Lied Op. 63 no 5, sur un poème de Felix Schumann, fils de Robert et Clara décédé en 1879) dont la musique du troisième vers ("qui brille au-dessus du buisson des lilas") illumine les mesures 89 et suivantes du dernier mouvement de la Thuner-Sonate.
C'est précisément à cet endroit que le musicologue Georges Kan situe la Petite phrase entendue par Swann dans À la recherche du temps perdu de Marcel Proust[réf. souhaitée]  et qui ferait de la 2e Sonate de Johannes Brahms l'un des modèles de la Sonate de Vinteuil, parmi bien d'autres.